# Општина Гура Раулуј (Сибињ)
Гура Раулуј (рум. Gura Râului) општина је у Румунији у округу Сибињ.
Oпштина се налази на надморској висини од 524 m.